# Inge den äldres krig mot Norge
Inge den äldres krig mot Norge var ett krig mellan Sveriges kung Inge den äldre och Norges kung Magnus Barfot över den senares anspråk på i huvudsak Dalsland. Kriget varade från 1090-talet tills att fred slöts under trekungamötet år 1101.

## Krigshandlingar
Magnus Barfot invaderade under sent 1090-tal Dalsland och tvingade invånarna att underkasta sig honom genom sina räder. Han anlade sedan en borg vid Kållandsö, vilken dock Inge den äldre erövrade och brände ner. Därefter genomförde Magnus ett krigståg in i Västergötland, under vilket han intog områden omkring Göra älv. De två kungarna drabbade samman i ett slag nära Fuxerna, vilket såg Inge som segrare. I ett andra slag vid Fuxerna segrade däremot  Magnus. Kriget avslutades genom trekungamötet, vilket resulterade i ett giftermål mellan Magnus och Inges dotter Margareta, med Dalsland som hemgift.